# Пароди, Сюзанн
Сюза́нн Пароди́ (фр. Suzanne Parodi) — французская кёрлингистка.
В составе женской сборной Франции участница чемпионата мира 1979 (заняли пятое место) и пяти чемпионатов Европы (лучший результат — серебряные призёры в 1976).
Играла в основном на позициях третьего и второго.

## Команды
| Сезон   | Четвёртый     | Третий        | Второй                  | Первый           | Турниры           |
| ------- | ------------- | ------------- | ----------------------- | ---------------- | ----------------- |
| 1975—76 | Полетт Делаша | Сюзанн Пароди | Эрна Ге                 | Francoise Duclos | ЧЕ 1975 (4 место) |
| 1976—77 | Полетт Делаша | Сюзанн Пароди | Эрна Ге                 | Francoise Duclos | ЧЕ 1976           |
| 1977—78 | Полетт Делаша | Сюзанн Пароди | Эрна Ге                 | Francoise Duclos | ЧЕ 1977 (4 место) |
| 1978—79 | Полетт Делаша | Югетт Жюльен  | Сюзанн Пароди           | Эрна Ге          | ЧЕ 1978 (4 место) |
| 1978—79 | Эрна Ге       | Полетт Делаша | Сюзанн Пароди           | Югетт Жюльен     | ЧМ 1979 (5 место) |
| 1979—80 | Югетт Жюльен  | Сюзанн Пароди | Jean Albert Sulpice (?) | Эрна Ге          | ЧЕ 1979 (4 место) |

(скипы выделены полужирным шрифтом)